# Модуларна настава
Модуларна настава (позната и као флекс настава, флексибилна модуларна настава или модуларна флекс настава) представља систем распореда часова у појединим средњим школама у Сједињним Државама.

## Историјат
Модуларна настава је развијена у школама као што је Школа државног универзитета Кент 1960-их година. Око 15% америчких средњих школа је имплементирало овај модел током 1960-их година, али је од 1970-их година опала популарност ове праксе, како су школе кренуле да имплементирају блок наставу.

## Карактеристике
Сваки модул, или "мод" (како је познат колоквијално), представља 20-минутни или 40-минутни период који се користи за часове или индивидуално време за учење. Ово даје слободу у креирању распореда, будући да часови могу да буду дугачки 40, 60 или 80 минута, у складу са потребом (било да се ради о један-на-један, малој групи, већој групи или лабораторијској активности). Часови се држе у сличном формату као на многим универзитетима: ученици се једном недељно састају у великој групи зарад предавања, а онда имају окупљања у мањим групама током недеље. Просечан ученик има макар један или два отворена мода (слободно време, односно одмор) дневно, који могу да се користе за учење, интеракцију са наставницима, ручак или социјализацију.
Пошто модуларна настава оставља ученицима релативно велику количину неструктурираног времена ван наставе, неке школе такође користе политику отвореног кампуса. У средњој школи Вестсајд у Омахи, Небраска, која користи модуларну наставу од 1967. године, ученици 3. и 4. разреда који су задовољили одређене критеријуме могу да се пријаве за дозволу која им омогућава да напусте школу током отворених модова. Када је католичка средња школа Ковингтон имплементирала модуларну наставу 1968. године, омогућила је излазак са кампуса свим студентима, уз охрабрење да посете локалне институције као што су библиотеке. Међутим, та политика се испоставила контроверзном; након промена у управи, школа је ограничила привилегију напуштања кампуса само ученицима завршне године доброг владања.

## Конкретне имплементације

### Урсулин академија
Током 1970-их, Урсулин академија у Синсинатију се пребацила на модуларну наставу. Она се састоји од 6 дана (означених словима од A до F), од којих сваки има 18 модула. Сваки мод траје 20 минута, а 2004. године је додата и троминутна пауза између сваког модула. Часови трају од два до четири модула. Ученици кажу да им овакав распоред врло помаже са управљањем времена и одговорностима.
Сваки ученик такође сваки дан има одређени број слободних модова, који служе за јело, учење, рад домаћих задатака, рад у библиотеци или дружење. Како избор предмета постаје отворенији за сваког ученика, слободних модова има све више. Типичан ученик има између 21 и 40 слободних модова у циклусу, у зависности од предмета које похађа.

### Средња школа Оваплоћена реч
У средњој школи Оваплоћена реч у Сан Антонију, Тексас, користи се модуларни распоред часова. Сваки дан је разбијен на 17 временских периода који се зову "модови". Модови трају 20 минута, осим модова за ручак, који трају 26 минута. Овај распоред функционише на двонедељним циклусима. Не постоје звона између модова и ученици су одговорни да стижу на часове на време. Ученици и наставници такође имају модове без часова, који се зову отворене лабораторије, који су намењени да се користе као периоди за учење. Овакав распоред охрабрује личну одговорност и помаже у припреми за универзитетски распоред.

### Средња школа Легаси
У средњој школи Легаси у Бизмарку, Северна Дакота, свака недеља се састоји од 5 дана, од којих сваки има индивидуалне распореде за наставнике и ученике, и који се понавља наредне недеље. Сваки дан је подељен на двадесетдва 20-минутна мода, током којих се одвијају часови. Стандардни часови могу трајати од 2 до 4 мода, односно 40 до 80 минута, и колективно се зову "40-ице", "60-ице" и 80-ице". Када ученици немају часове у неком тренутку у свом распореду, то је "време сабље" (названо по школској маскоти), и током њега се очекује од ученика да уче, одраде домаће задатке или ручају. Наставници у овој школи имају "време за припрему" током којег могу да се припреме за предстојеће часове или оцењују.
Легаси има политику отвореног кампуса, која омогућава ученицима другог и виших разреда да напусте школу током времена сабље, како би се вратили кући да се одморе или како би ручали ван школе.

## Даље читање
- Rettig, Michael D.; Canady, Robert Lynn (2013). „Adapting Principles of Modular Scheduling for the Middle School”. Scheduling Strategies for Middle Schools. New York City: Routledge. стр. 19—42. ISBN 978-1-883-001-67-4 — преко Google Books.
- Grady, Marilyn L. (20. 1. 2010). „Modular Scheduling”.  Ур.: Hunt, Thomas C.; Carper, James C.; Lasley, Thomas J. II; Raisch, C. Daniel. Encyclopedia of Educational Reform and Dissent. 1. Newbury Park, California: SAGE Publishing. стр. 569—570. ISBN 978-1-4129-5664-2 — преко Google Books.